# Volkswagen T5
Volkswagen T5 — п'яте покоління Volkswagen Transporter.

## Опис

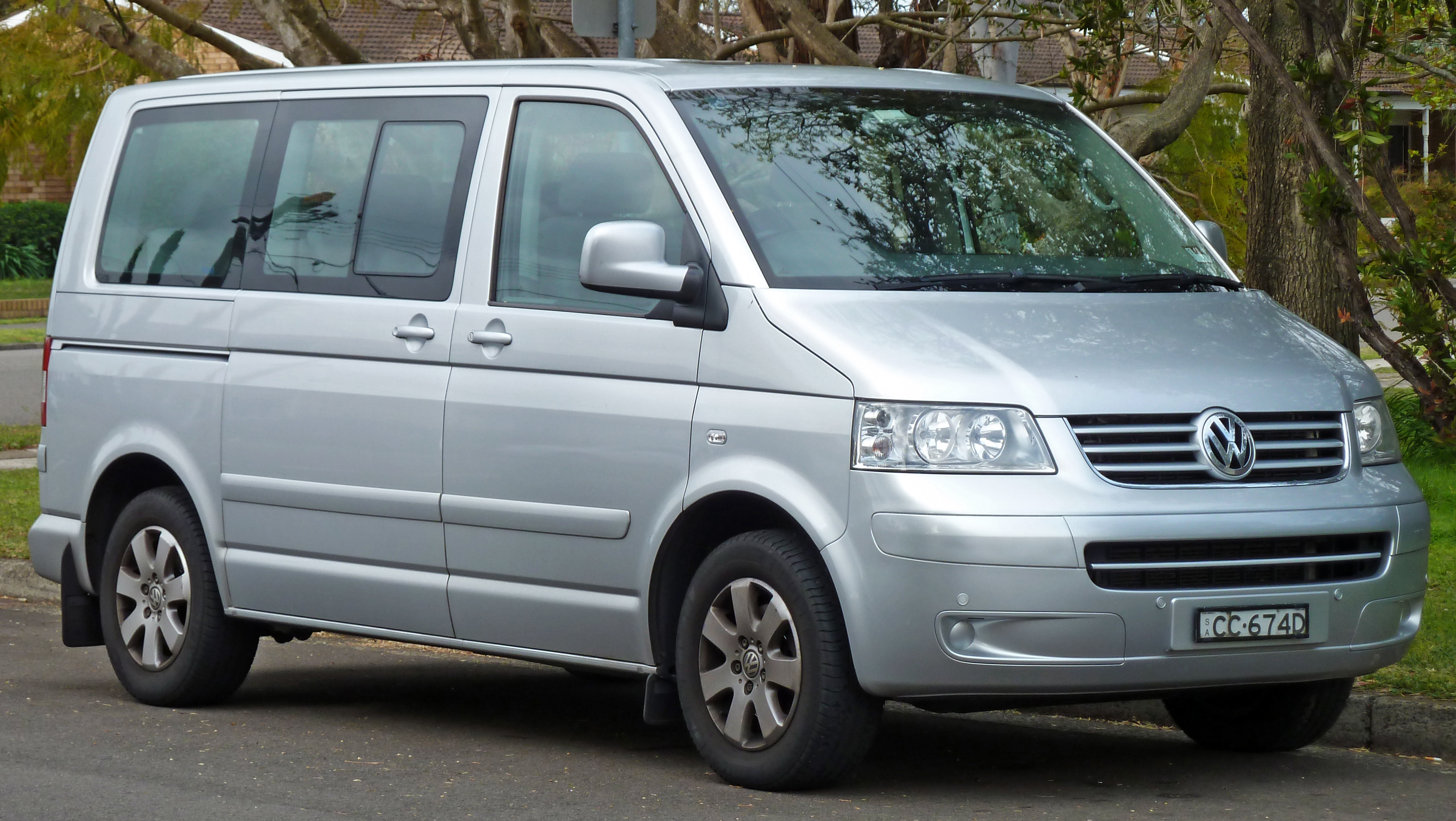
VW Multivan T5 (2003—2009)

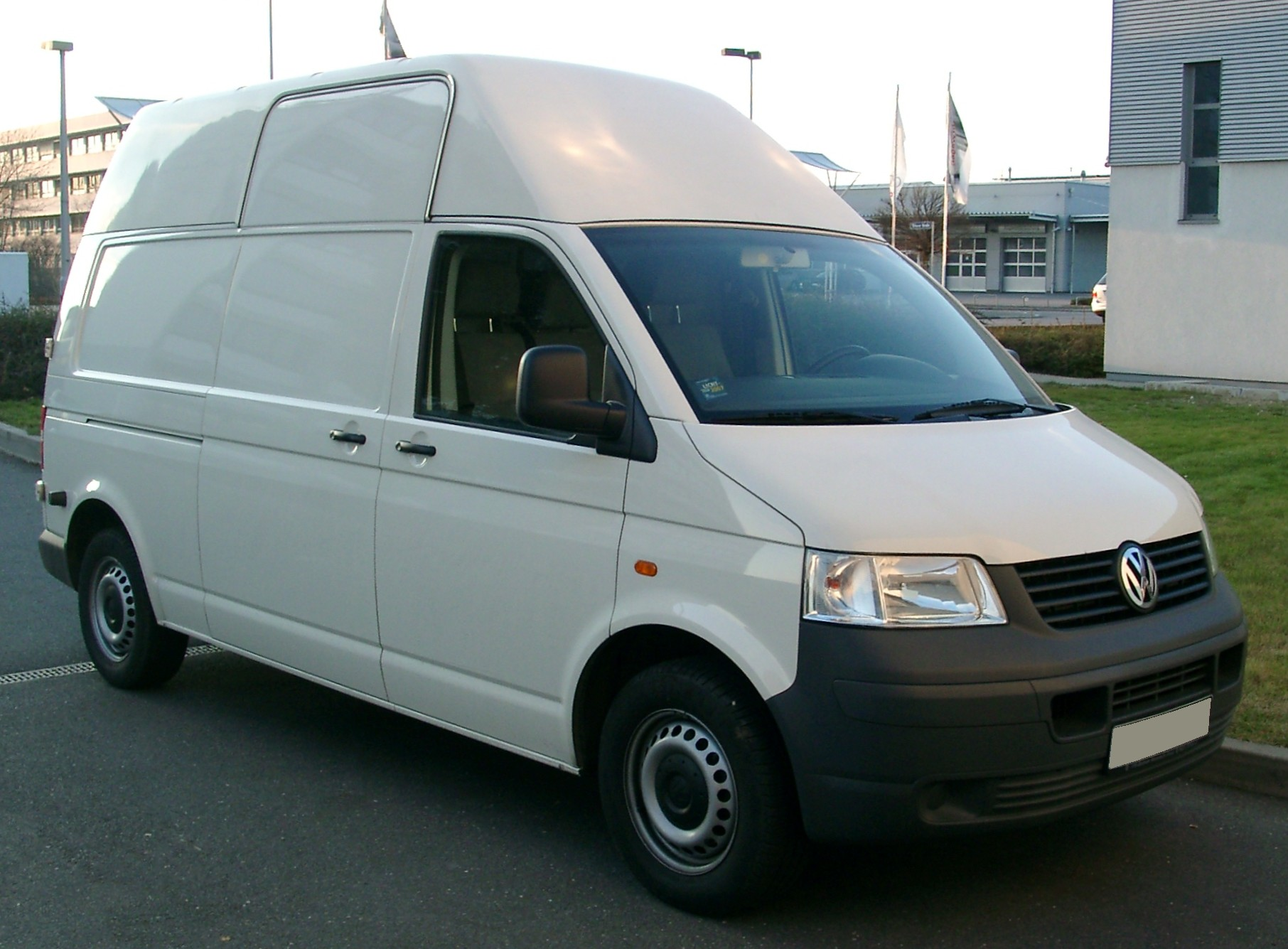
VW Transporter T5 фургон з високим дахом (2003—2009)

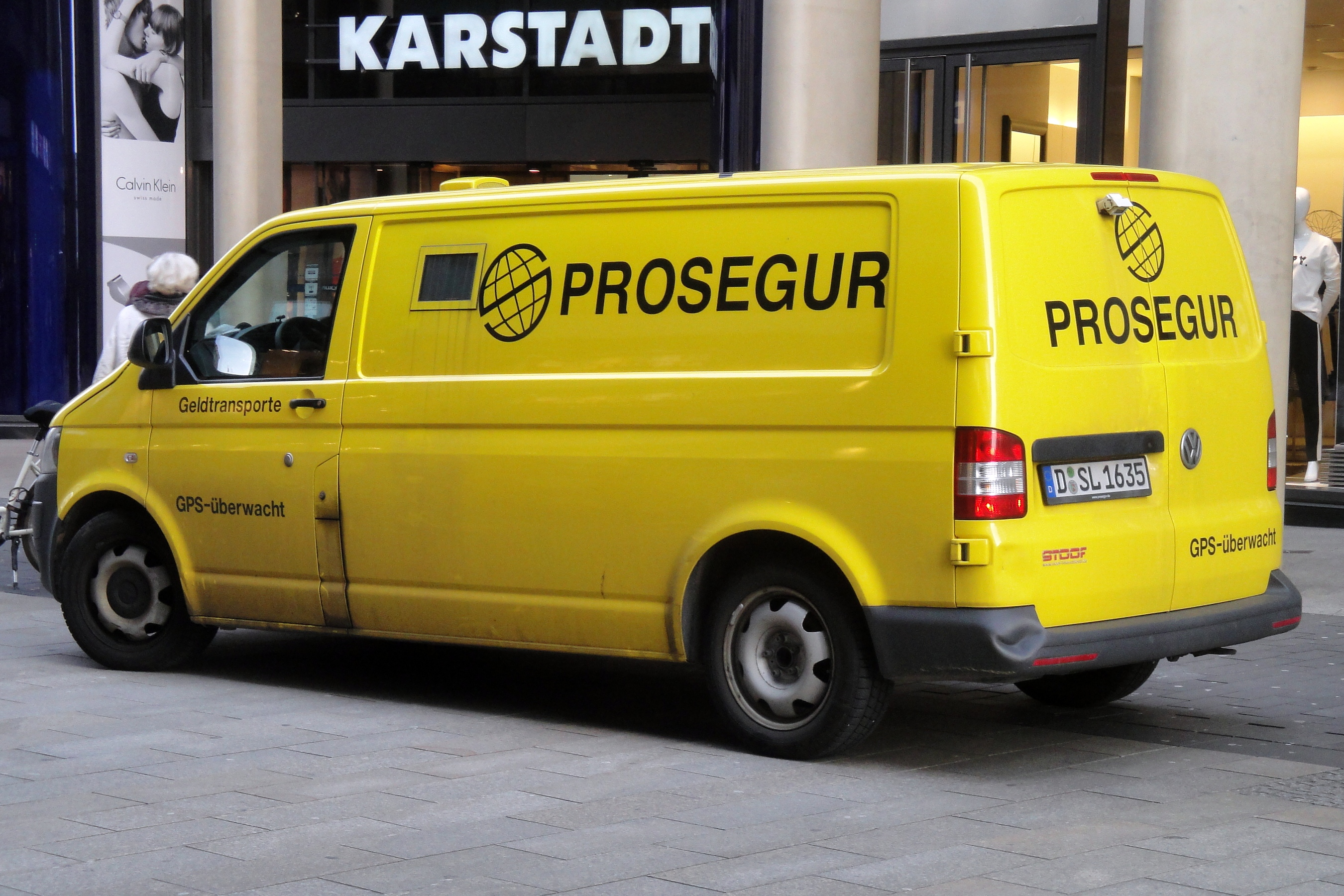
VW Transporter T5 фургон з довгою базою (2003—2009)

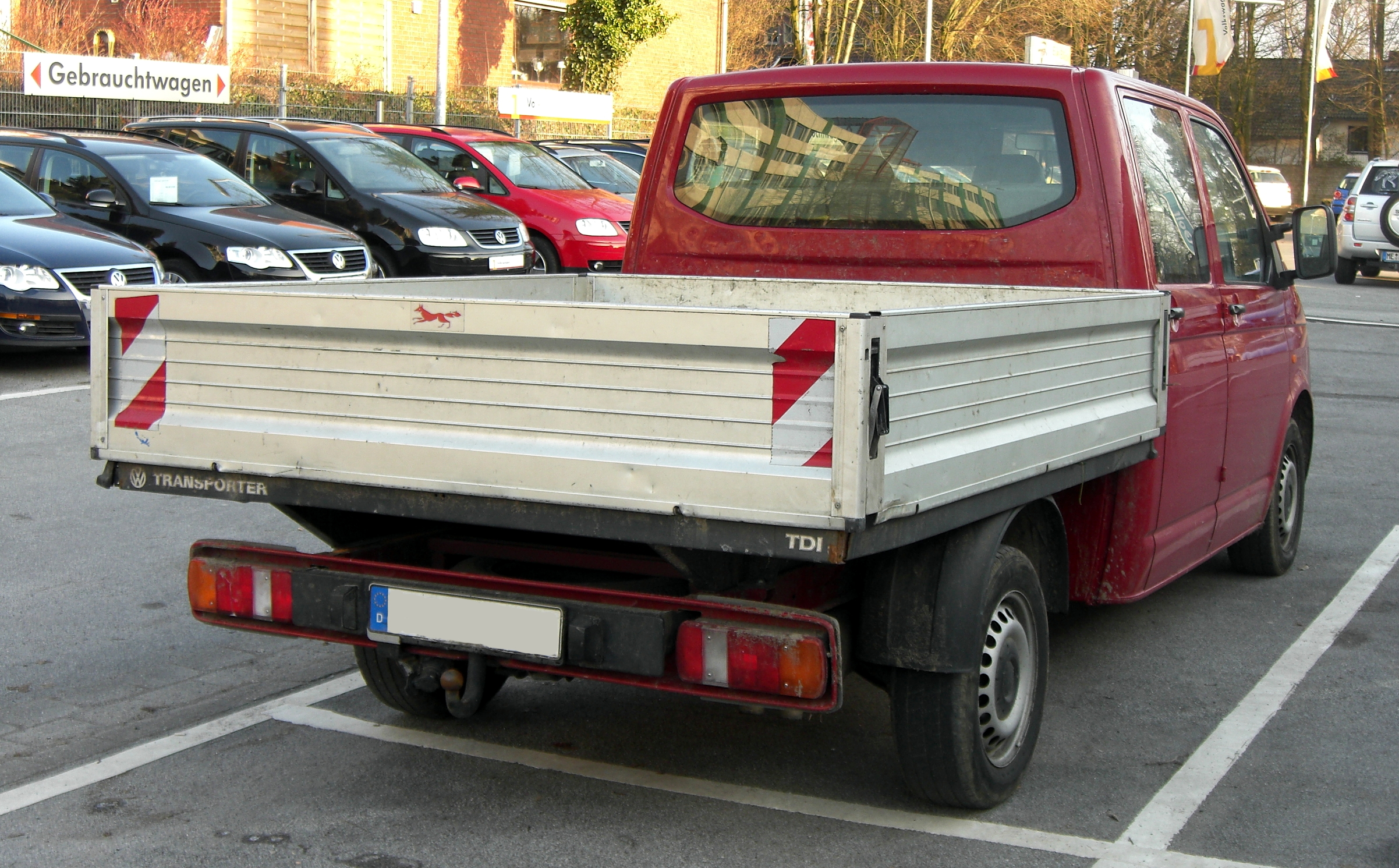
VW Transporter T5 пікап (2003—2009)

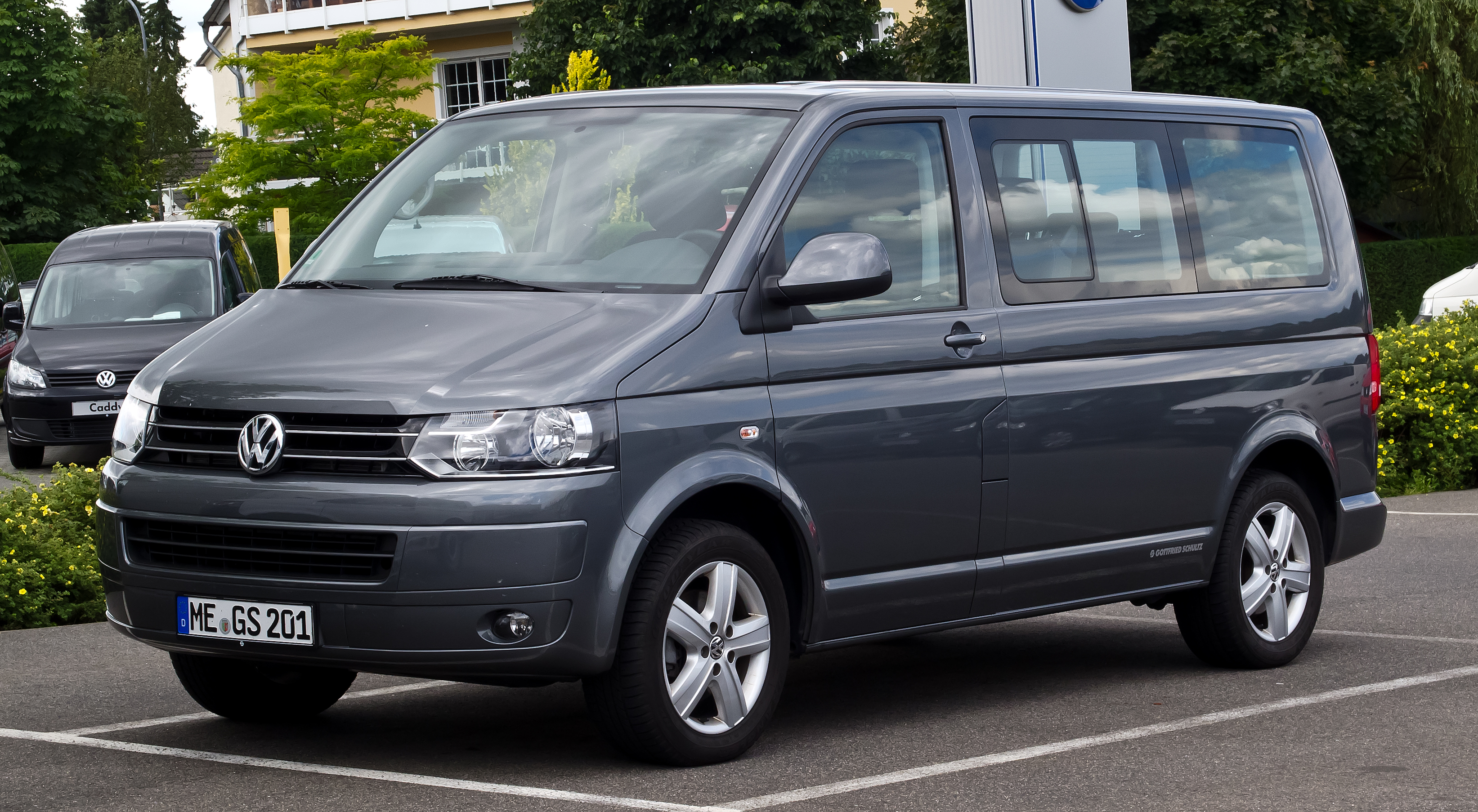
VW Multivan (T5.2) фейсліфт (з 2009)

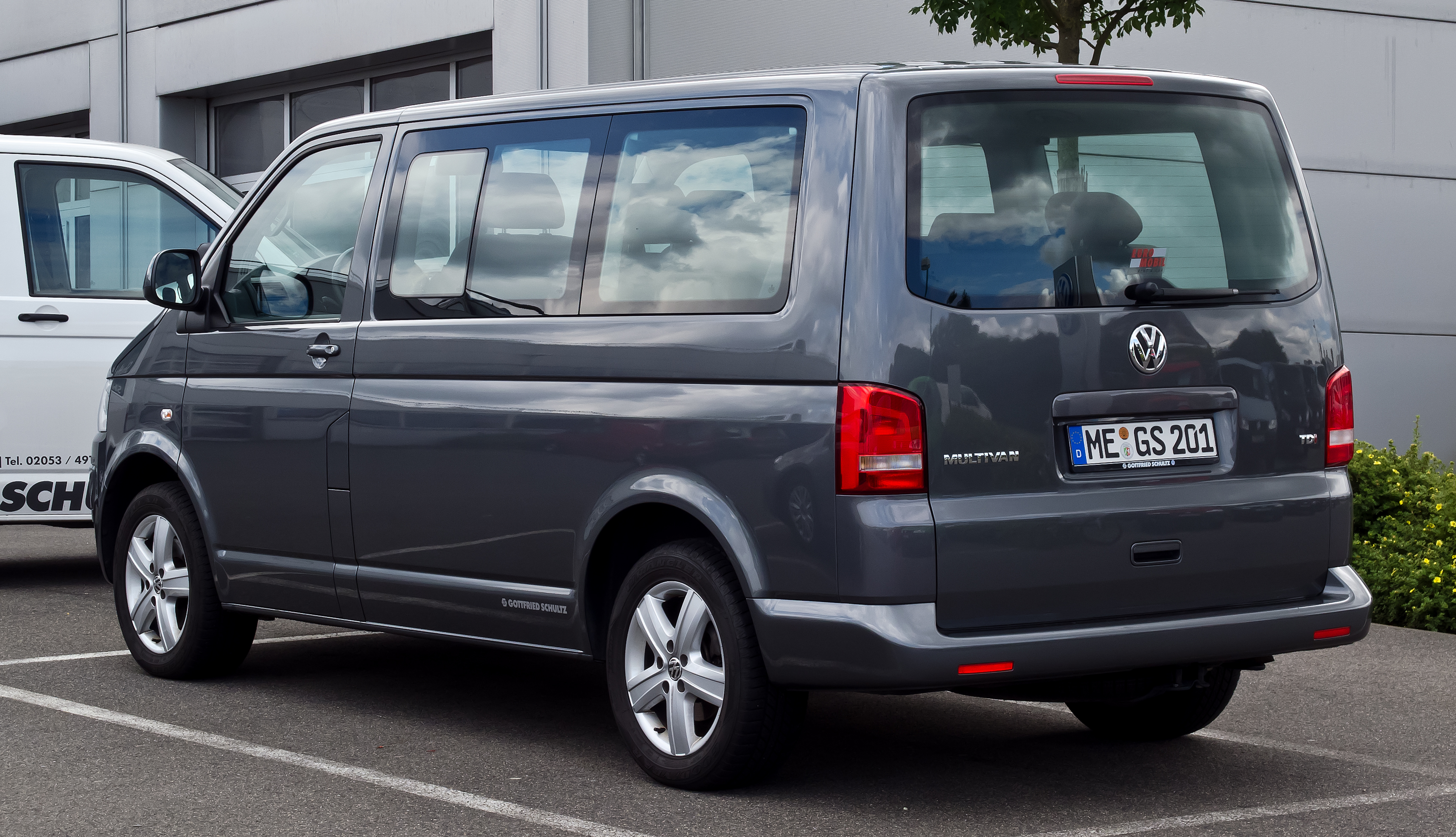
VW Multivan (T5.2) фейсліфт (з 2010)

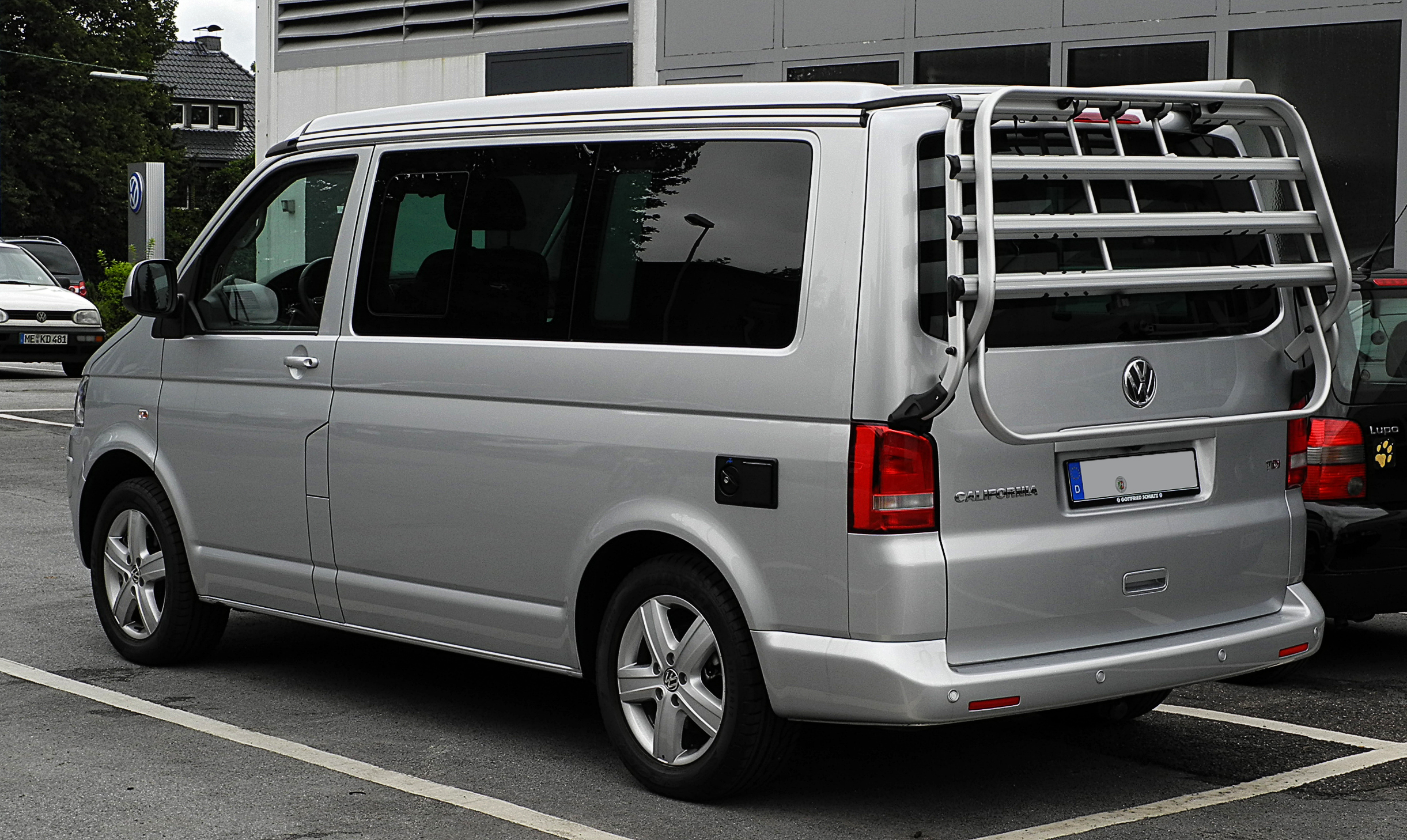
VW California (T5.2) фейсліфт (з 2009)

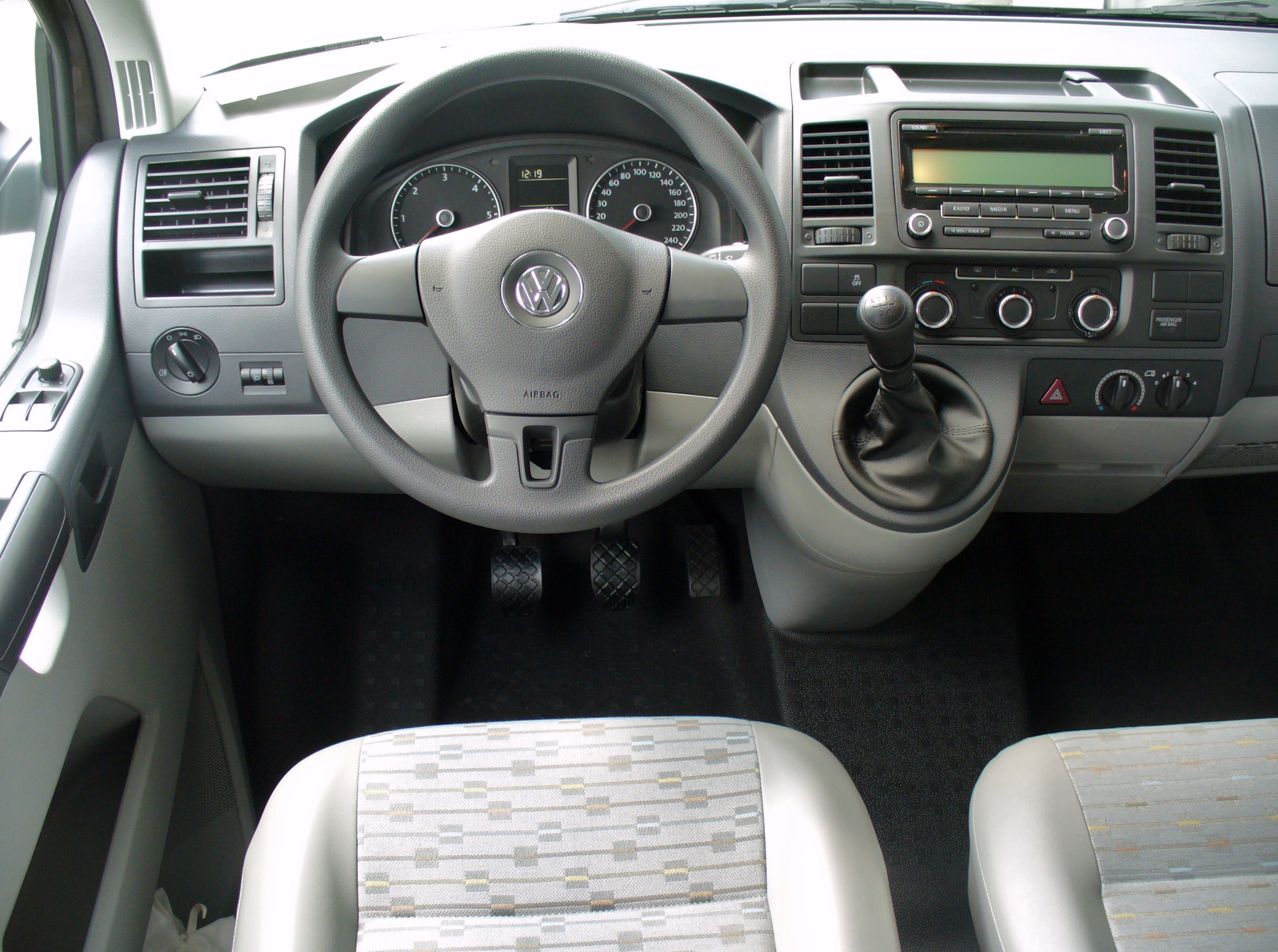

T5 випускається з 2003 року. У 2004 році T5 зовойовує титул Міжнародний фургон року. Як і його попередник Т4, Т5 має передній поперечний двигун. Джойстик перемикання коробки передач був перенесений на приладову панель. Більш дорогі моделі (Caravelle, Multivan, California (автодім)) зовні відрізняються від звичайних Transporter'ів хромованими смужками на кузові. У T5 застосований ряд технічних нововведень: всі дизельні двигуни тепер оснащені насос-форсункою, безпосереднім вприскуванням і турбонагнітачем. Моделі оснащуються п'яти-і шести-циліндровими двигунами обладнуються автоматичною коробкою передач і можуть мати повний привід на чотири колеса. Т5 виробляють в Ганновері (Німеччина) та Познані (Польща).
Т5 — перший Transporter, який не йде на експорт в США. Це призвело до різкого збільшення продажів залишків Т4.
Найрозкішніша версія Т5: Multivan Business коштує в Німеччині близько 120,000 євро. У його стандартну комплектацію входять бі-ксенонові фари, навігаційна система GPS, автоматичний клімат-контроль, електричні розсувні двері, холодильник, столик по центру, різноманітні розважальні системи і т. д.
З середини 2007 а пропонується Multivan з подовженою колісною базою 3,4 метра і довжиною 5,29 метра.
В 2009 все сімейство Т5 модернізували, що позначилося як на зовнішньому вигляді так і на технічній начинці. Автомобіль отримав індекс T5.2.
Як і попередні моделі, Transporter 2010 передбачений у двох версіях колісної бази, трьох версіях висоти даху та чотирьох версіях ваги. Довжина вантажного простору у версіях з короткою колісною базою складає 2570 мм, а у версіях з довгою колісною базою — 2970 мм. Стандартна висота вантажного відділу складає 1410 мм, середня версія пропонує 1626 мм, а висока — 1940 мм. Обсяг навантаження становить 5.8 м3 у версії з короткою колісною базою та низьким дахом, але збільшується до 9.3 м3 у версії з довгою колісною базою та високим дахом. 
До бази більшості моделей Volkswagen Transporter 5 входять: функція вентиляції сидінь, функція підігріву форсунок склоомивачів, телескопічна рульова колонка, водійська подушка безпеки, натяжителі ременів безпеки, центральний замок з дистанційним управлінням, система управління тиску гальм, система розподілу гальмівних зусиль, антиблокувальна система гальмування, антибуксувальна система, система контролю тиску в шинах та електронне блокування диференціалу. 

### Volkswagen Caravelle
Комерційний Volkswagen Caravelle з'явився у 1990 році. Пройшовши декілька стадій оновлення та повноцінних редизайнів, дійшов до сучасної форми. Харизматичний Caravelle походить від третього покоління Volkswagen Transporter. Основним завданням Caravelle стало поєднання зручності та легкості легкового автомобіля з потужністю та місткістю габаритних транспортних засобів. 
Як і його попередник, Caravelle доступний зі звичайною або довгою колісною базою. Зовнішність у нього типова для мінівену з високим кузовом. Що стосується загальних габаритів, то тут маємо трохи менше 4.9 метрів у довжину, 1.9 метрів у ширину та майже 2.0 метра у висоту. Власна вага автомобіля складає 2.4 тони. До переваг автомобіля відноситься суцільна конструкція корпусу. 
До переліку стандартного оснащення Caravelle відносяться: термальне скління, клімат-контроль, механічне налаштування передні сидінь, вентиляція передніх сидінь, підігрів лобового скла для більшості моделей, регуляція рульового колеса по висоті, складні дзеркала для більшості моделей, передні подушки безпеки, натяжителі ременів безпеки, фіксатори дитячих сидінь ISOFIX, система розподілу гальмівних зусиль, система динамічної стабілізації, антиблокувальна гальмівна система, протибуксувальна система, система контролю тиску в шинах, електронне блокування диференціалу, литі диски коліс, ксенонові фари та тоновані вікна.   

### Безпека
За результатами краш-тесту проведого в 2008 році за методикою Euro NCAP Volkswagen T5 отримав чотири зірки за безпеку, що є дуже непоганим результатом. При цьому за захист пасажирів він отримав 27 бал, за захист дітей 40 балів, а за захист пішоходів 3 бали.
| Euro NCAP | Рейтинг   |
| --------- | --------- |
| Пасажири: | 4/5 зірок |
| Діти:     | 4/5 зірок |
| Пішоходи: | 1/4 зірки |

За результатами краш-тесту проведеного в 2006 році в Австралії за методикою Australasian New Car Assessment Program (ANCAP) Volkswagen Transporter набрав 26,93 бали з 37 і отримав 5 зірок за безпеку.
| ANCAP    | Рейтинг   |
| -------- | --------- |
| Безпека: | 4/5 зірок |

## Двигуни
Моделі 2003—2009
| Бензинові     | Бензинові | Бензинові | Бензинові | Бензинові                 | Бензинові           | Бензинові   | Бензинові                                      |
| Модель        | Об'єм     | Тип       | Циліндри  | Паливна система           | Потужність кВт/к.с. | Код двигуна | Примітки                                       |
| ------------- | --------- | --------- | --------- | ------------------------- | ------------------- | ----------- | ---------------------------------------------- |
| 2.0           | 1984 см³  | Рядний    | 4         | Bosch-Motronic ME 7.5     | 85/115              | AXA         |                                                |
| 3.2 V6        | 3189 см³  | VR        | 6         | Bosch-Motronic ME 7.1.1   | 173/235             | BDL         | з АКПП або 6-ст. МКПП з 4motion                |
| Дизельні      |           |           |           |                           |                     |             |                                                |
| 1.9 TDI (DPF) | 1896 см³  | Рядний    | 4         | Pumpe-Düse mit Turbolader | 62/84               | BRR         | nur als Kasten, Kombi oder Pritsche erhältlich |
| 1.9 TDI       | 1896 см³  | Рядний    | 4         | Pumpe-Düse mit Turbolader | 63/86               | AXC         | nur als Kasten, Kombi oder Pritsche erhältlich |
| 1.9 TDI (DPF) | 1896 см³  | Рядний    | 4         | Pumpe-Düse mit Turbolader | 75/102              | BRS         |                                                |
| 1.9 TDI       | 1896 см³  | Рядний    | 4         | Pumpe-Düse mit Turbolader | 77/105              | AXB         |                                                |
| 2.5 TDI       | 2461 см³  | Рядний    | 5         | Pumpe-Düse mit Turbolader | 96/131              | AXD         | 6-ст. МКПП (також з 4motion) або АКПП          |
| 2.5 TDI(DPF)  | 2461 см³  | Рядний    | 5         | Pumpe-Düse mit Turbolader | 96/131              | BNZ         | 6-ст. МКПП (також з 4motion) або АКПП          |
| 2.5 TDI       | 2461 см³  | Рядний    | 5         | Pumpe-Düse mit Turbolader | 128/174             | AXE         | 6-ст. МКПП (також з 4motion) або АКПП          |
| 2.5 TDI(DPF)  | 2461 см³  | Рядний    | 5         | Pumpe-Düse mit Turbolader | 128/174             | BPC         | 6-ст. МКПП (також з 4motion) або АКПП          |

Моделі 2009—2015
| Бензинові       | Бензинові | Бензинові | Бензинові | Бензинові                                               | Бензинові           | Бензинові   | Бензинові                                           |
| Модель          | Об'єм     | Тип       | Циліндри  | Паливна система                                         | Потужність кВт/к.с. | Код двигуна | Примітки                                            |
| --------------- | --------- | --------- | --------- | ------------------------------------------------------- | ------------------- | ----------- | --------------------------------------------------- |
| 2.0             | 1984 см³  | Рядний    | 4         | Bosch-Motronic ME 7.5                                   | 85/115              | AXA         |                                                     |
| 2.0 TSI         | 1984 см³  | Рядний    | 4         | Direkteinspritzung mit Twincharger                      | 150/204             |             | 6-ст. МКПП або 7-ст. DSG (також з 4motion)          |
| Дизельні        |           |           |           |                                                         |                     |             |                                                     |
| 2.0 TDI (DPF)   | 1968 см³  | Рядний    | 4         | Common-Rail mit Turbolader                              | 62/84               | CAAA        | 5-ст. МКПП                                          |
| 2.0 TDI (DPF)   | 1968 см³  | Рядний    | 4         | Common-Rail mit Turbolader                              | 75/102              | CAAB        | 5-ст. МКПП                                          |
| 2.0 TDI (DPF)   | 1968 см³  | Рядний    | 4         | Common-Rail mit Turbolader                              | 84/114              |             | 5-ст. МКПП, доступний як BlueMotion                 |
| 2.0 TDI (DPF)   | 1968 см³  | Рядний    | 4         | Common-Rail mit Turbolader                              | 103/140             | CAAC        | 6-ст. МКПП або 7-ст. DSG (також з 4motion)          |
| 2.0 TDI (DPF)   | 1968 см³  | Рядний    | 4         | Common-Rail mit Turbolader und Ausgleichswellenmodul    | 103/140             | CCHA        | 6-ст. МКПП або 7-ст. DSG (також з 4motion) MV GL+CL |
| 2.0 BiTDI (DPF) | 1968 см³  | Рядний    | 4         | Common-Rail mit Bi-Turbolader und Ausgleichswellenmodul | 132/180             | CFCA        | 6-ст. МКПП або 7-ст. DSG (також з 4motion)          |